# 撒察别乞
撒察·别乞（羅馬化：Sacha-beki；12世纪—1197年)，《蒙古秘史》又作薛扯·别乞，《亲征录》《元史·太祖纪》作薛扯·别吉。蒙古部乞颜氏贵族，合不勒汗的长曾孙，成吉思汗的再从兄，蒙古部分支主儿乞人的领袖。
撒察别乞为斡勤·巴儿合黑的孙子，忽秃黑秃·禹儿乞的儿子。1180年代，他率领部属离开札木合投附铁木真，由於帶來很多百姓，铁木真很高兴。铁木真、诃额仑夫人、合撒儿、撒察别乞、泰出在斡难河的树林里举行宴会庆贺。在宴会上，首先给成吉思汗、给诃额仑夫人、给合撒儿、给撒察别乞等各斟了一皮瓮酒。又给撒察别乞的小母额别该斟了一皮瓮酒。当时撒察别乞的生母豁里真·合屯、忽兀儿臣·合屯两人说：“为什么不首先给我们斟酒，而先给额别该斟酒呢？”于是打了司膳失乞兀儿。
1189年，与乞颜氏贵族忽察尔、阿勒坛、泰出等宣誓拥戴铁木真为汗。十三翼之战，他作为铁木真方面的第五古列延。
后来铁木真一方的别勒古台因故被主儿乞氏的不里孛阔砍伤，于是铁木真部眾与主儿乞氏人厮打，把豁里真·合屯、忽兀儿臣·合屯两人抢了过来。后来，主儿乞氏说要与铁木真议和，铁木真把豁里真·合屯、忽兀儿臣·合屯两人交还。
铁木真出征塔塔尔人，在哈澧氻秃海子的老营，被主儿乞人袭击，剥取了留守的五十个人的衣服，杀死了十个人。成吉思汗大怒，率军掳掠了正在客鲁涟河的阔朵额·阿勒勤的朵罗安·孛勒答兀惕游牧的主儿乞人。撒察别乞與泰出两人只带着少数人逃走。铁木真的军队在帖列秃山口追上他们，擒获了两人，将他们杀死。

## 资料来源
- 余大钧译注《蒙古秘史》